# Winston Michael
Winston Michael, pseud. Fry – belizeński piłkarz, trener i działacz piłkarski, przedsiębiorca.

## Życiorys
Pochodzi z Belize City. W latach 60. występował na pozycji pomocnika w klubie Brodies, będąc jednym z czołowych piłkarzy w Belize w tamtym czasie. Ukończył szkołę średnią Belize Technical College, a następnie studiował technologię chemiczną i inżynierię procesową w Anglii. Podczas boomu cukrowego w latach 60. przeniósł się do miasta Orange Walk, gdzie założył plantacje trzciny cukrowej i został jednym z głównych krajowych przedsiębiorców cukrowych.
W latach 80. z powodzeniem prowadził jako trener piłkarską drużynę Coke Milpros. W grudniu 1983 poprowadził reprezentację Belize w nieoficjalnym meczu towarzyskim z Kanadą (0:2) w Orange Walk. Był głównym pomysłodawcą założenia półprofesjonalnej ligi belizeńskiej, co nastąpiło w 1991 roku. Został członkiem komitetu wykonawczego nowo powstałej Semi-Pro League.
Na przełomie listopada i grudnia 1995 poprowadził reprezentację Belize na Pucharze Narodów UNCAF. Jego podopieczni ulegli wówczas Salwadorowi (0:3) i Kostaryce (1:2), odpadając z turnieju w fazie grupowej. Były to zarazem pierwsze oficjalnie uznawane mecze w historii reprezentacji Belize. Następnie poprowadził drużynę narodową w eliminacjach do mistrzostw świata we Francji, lecz już w pierwszej rundzie jego podopieczni przegrali z Panamą (1:2, 1:4).
W późniejszych latach pracował na kierowniczych stanowiskach w zajmującym się zarządzaniem zasobami wodnymi przedsiębiorstwie Water and Sewerage Authority (WASA), później przemianowanym na Belize Water Services.